# Blauwvoorhoofdamazone
De blauwvoorhoofdamazone (Amazona aestiva) is een papegaaiachtige uit de familie papegaaien van Afrika en de Nieuwe Wereld (Psittacidae). De wetenschappelijke naam van de soort werd als Psittacus aestivus in 1758 gepubliceerd door Carl Linnaeus.

## Kenmerken
Het verenkleed van de vogel is groen, waarbij alle veren een zwakke zwarte omzoming laten zien. Het voorhoofd en een deel van de wangen en keel zijn blauw. Het gebied rond de ogen en de oren is geel. De wangen en de keel zijn groen, blauw of geel. De vleugelbocht is overwegend rood, waarbij veel vogels gele veren in het rood laten zien. De uiteinden van de vleugelpennen zijn violetblauw. De vleugelspiegel is rood gekleurd evenals de vijf buitenste vleugelpennen. De staart is groen uitlopend naar geelgroen aan de uiteinden. De buitenste staartveren zijn aan de basis rood. De vogels bezitten verder een naakte, wit tot grijze oogring. De snavel is donkergrijs, de iris van de ogen oranje en de poten grijs. De lichaamslengte bedraagt 37 cm en het gewicht 400 gram.
Jonge vogels zijn in het algemeen minder intensief van kleur dan de ouders. Ook bezitten ze minder geel en blauw aan de kop en zijn de irissen van de ogen donker gekleurd.

## Leefwijze
Ze leven paarsgewijs of in kleine groepen. Overdag zijn ze veelal te vinden in de toppen van bomen waar ze overwegend de dag doorbrengen. Ze zijn weinig schuw en zullen dan ook niet snel vluchten als ze worden benaderd. Tijdens de vlucht kunnen ze behoorlijk lawaaierig zijn. 's Avonds verzamelen de vogels zich in ‘slaapbomen’ waar ze gezamenlijk de nacht doorbrengen. Blauwvoorhoofdamazones voeden zich in hoofdzaak met allerhande vruchten, bessen, zaden (o.a. van palmsoorten), noten, bloesem en knoppen van bomen.

## Voortplanting
De broedtijd valt tussen oktober en maart. Ze nestelen vooral in holten van oude bomen. Uit onderzoek is gebleken dat in het gebied waarin ze broeden gemiddeld per hectare een nest voor komt. De betreffende nestholten worden elk jaar opnieuw door dezelfde paren in bezit genomen. Gemiddeld worden 3 - 4 eieren gelegd. De broedduur bedraagt 26 dagen. De jongen vliegen na ca. 60 dagen uit.

## Verspreiding en leefgebied
Deze soort komt voor van Piauí en Pernambuco in Oost Brazilië over de zuidoostelijke Mato-Grosso tot Rio Grande in het zuiden waar ze overwegend leven in wouden maar ook regelmatig worden gesignaleerd in cultuurgebieden nabij maïsvelden.
De soort telt twee ondersoorten:
- A. a. aestiva: oostelijk Brazilië.
- A. a. xanthopteryx (Von Berlepsch, 1896): van Bolivia tot zuidwestelijk Brazilië, Paraguay en noordelijk Argentinië.

Deze standvogels leven in bossen, open savannen met boombestanden en op en nabij landbouwgronden. De plaatselijke bevolking en dan met name de boeren zijn over het algemeen niet blij met ze omdat ze veel schade aan kunnen richten aan landbouwgewassen. Hoewel ze vrij algemeen voorkomen dient toch opgemerkt te worden dat ze door zeer intensieve vangsten plaatselijk worden bedreigd in hun voortbestaan.

## Status
De grootte van de populatie wordt geschat op 1-10 miljoen volwassen vogels, maar aangenomen wordt dat dit aantal sterk daalt door intensieve vangsten voor de kooivogelhandel en door habitatverlies. Op de Rode lijst van de IUCN heeft deze soort daarom de status gevoelig.